# Pottenstein (Austria)
Pottenstein è un comune austriaco di 2 913 abitanti nel distretto di Baden, in Bassa Austria; ha lo status di comune mercato (Marktgemeinde).